# Jelena Georgijewna Bonner

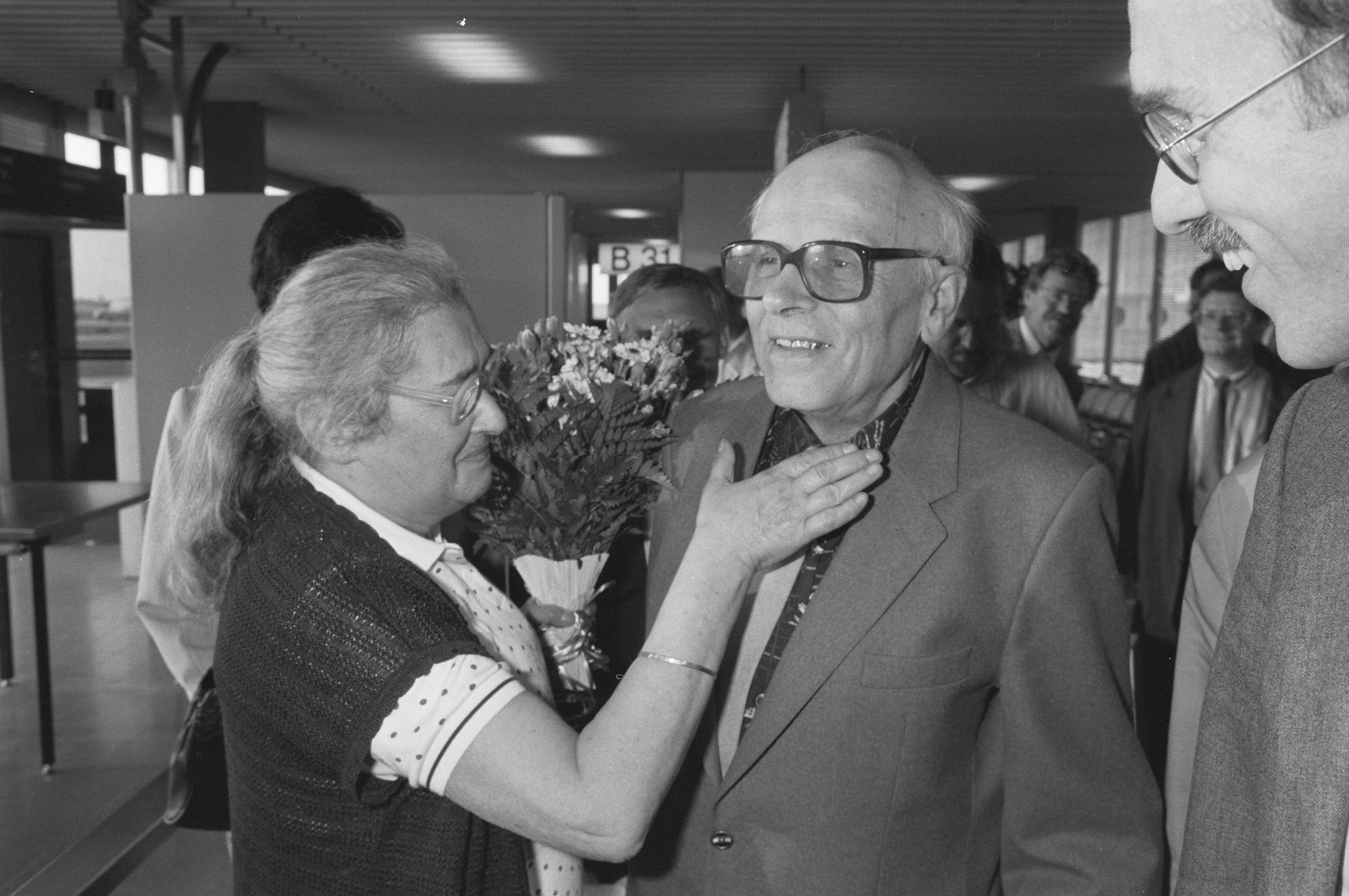
Jelena Bonner und Andrei Sacharow (1989)

Jelena Georgijewna Bonner (russisch Елена Георгиевна Боннэр, wiss. Transliteration Elena Georgievna Bonnėr; * 15. Februar 1923 in Merw, später Turkestanische ASSR; † 18. Juni 2011 in Boston) war eine russische Politikerin. Die Kinderärztin war eine sowjetische Dissidentin und eine der führenden Menschenrechtlerinnen in der Sowjetunion und in Russland. Ihr zweiter Ehemann war Andrei Sacharow.

## Leben
Bonner wuchs in Moskau auf, ab 1931 lebte die Familie im Hotel Lux. Ihre Mutter war die jüdische Kommunistin Ruth Bonner, ihr Stiefvater Gework Alichanow ein führender armenischer Kommunist und Komintern-Sekretär. Ihr leiblicher Vater war Lewon Sarkissowitsch Kocharian. Sie hatte einen jüngeren Bruder, Igor, der später Offizier der sowjetischen Marine wurde. 1937 wurde Bonners Stiefvater während der stalinschen Säuberungen verhaftet. Der Stiefvater wurde 1938 hingerichtet, die Mutter bis 1946 in ein Gulag-Lager verbannt.
Bonner floh zur Großmutter, schloss dort die Oberschule in Leningrad ab, meldete sich im Zweiten Weltkrieg freiwillig als Krankenschwester. 1945 wurde sie im Range eines Leutnants kriegsversehrt entlassen. 1947 begann sie ein Medizinstudium an der Universität Leningrad. Nach ihrem Studienabschluss arbeitete sie als Kinderärztin, als Bezirksärztin sowie als freie Schriftstellerin. In den 1960er Jahren schloss sie sich einer Gruppe von Schriftstellern und Künstlern an, die die Freiheiten der nach-stalinistischen Ära nutzten.
Bonner war in erster Ehe mit Iwan Semjonow verheiratet und hat mit ihm zwei Kinder: Tatiana und Alexej, die beide in den USA leben.
Im Oktober 1970 lernte sie Andrei Sacharow am Rand eines Prozesses gegen Menschenrechtler in Kaluga kennen. Im Januar 1972 heirateten Bonner und Sacharow. Neben ihrer Tätigkeit für verfolgte Juden in der Sowjetunion und in Helsinki-Beobachtungsgruppen widmete sie sich der Unterstützung der Tätigkeit ihres Mannes. 1975 repräsentierte sie ihn bei der Verleihung des Friedensnobelpreises in Oslo, besuchte in seinem Namen Italien, Frankreich und die USA. In der Zeit von Sacharows Verbannung nach Gorki war sie von Januar 1980 bis Mai 1984 seine einzige Verbindung nach Moskau und zu ausländischen Journalisten. Im Mai 1984 wurde es ihr ebenfalls verboten, Gorki zu verlassen. Im August 1984 verurteilte sie ein Bezirksgericht wegen „antisowjetischer Propaganda“ zu einer mehrjährigen Verbannung.
Bonner litt seit Jahren an Herzbeschwerden. Eine Herzoperation wurde unumgänglich. Sacharow trat dreimal für insgesamt 200 Tage in Hungerstreik, um seiner Frau eine Herzoperation in den USA zu ermöglichen. Im Dezember 1985 durfte sie in die USA reisen. Am Massachusetts General Hospital in Boston wurden ihr in mehreren Operation am offenen Herzen sechs Bypässe gelegt. Im Juni 1986 kehrte sie in die Sowjetunion zurück. Ende 1986 hob das KPdSU-Politbüro auf Antrag von Michail Gorbatschow die Verbannung Bonners und Sacharows auf. Beide konnten nach Moskau zurückkehren und sich fortan politisch betätigen.
Nach dem Tod Sacharows im Dezember 1989 setzte Bonner ihre Menschenrechtsaktivitäten fort. Im August 1991 schloss sie sich den Verteidigern des russischen Parlaments gegen einen kommunistischen Putsch an. Sie unterstützte den russischen Präsidenten Boris Jelzin in der Verfassungskrise 1993 und wurde von ihm in die Menschenrechtskommission berufen. 1994 gab sie aus Protest gegen die Tschetschenien-Politik Russlands ihren Sitz in dem Gremium auf. In russischen und US-amerikanischen Zeitungen schrieb sie regelmäßig über Menschenrechte und Demokratie in Russland. Sie setzte sich für das Recht auf Selbstbestimmung in der umstrittenen Region Bergkarabach und für die Völker der früheren Sowjetunion ein.
1991 erhielt Jelena Bonner den Thorolf-Rafto-Gedenkpreis, im November 2000 wurde ihr in Bremen der Hannah-Arendt-Preis für politisches Denken verliehen. Am 10. März 2010 unterzeichnete sie ein Manifest der russischen Opposition unter dem Titel „Putin muss gehen“. Jelena Bonner starb nach langer Krankheit am 18. Juni 2011 in ihrem Haus in Boston.

## Veröffentlichungen (Auswahl)
- Mütter und Töchter. Erinnerungen an meine Jugend 1923 bis 1945. Piper, München 2003, ISBN 3-492-03440-3.
- In Einsamkeit vereint. Meine Jahre mit Andrej Sacharow in der Verbannung. Piper, München/Zürich 1991, ISBN 3-492-11522-5.